# Zygadenia tuberculata
Zygadenia tuberculata is een keversoort uit de familie Ommatidae. De wetenschappelijke naam van de soort is voor het eerst geldig gepubliceerd in 1906 door Handlirsch.